# Love Nature
Love Nature este un canal de televiziune canadian de specialitate deținut de Blue Ant Media. Canalul difuzează documentare și seriale de televiziune legate de viața sălbatică și natură.